# Jogi határzár
A jogi határzár tulajdonképpen nem jogi fogalom, hanem a médiában és a köznyelvben használt kifejezés azon intézkedések összességére, melyeket a magyar kormány a 2015-ös migrációs válság idején vezetett be. A jogszabályváltozásokat a szeptember 4-én elfogadott 2015. évi CXL. törvény vezette be. A törvény csak „határzárról” szól, annak műszaki értelmében; a „jogi határzár” kifejezés a törvényben nem szerepel.

## A Btk. módosítása
A Büntető Törvénykönyv Közigazgatás rendje elleni bűncselekmények című fejezetét kiegészítették és önálló büntetőjogi tényállás lett a műszaki határzár tiltott átlépése, megrongálása és a határzárral kapcsolatos építési munka akadályozása. Ezek elkövetése szabadságvesztéssel büntethető és büntetésként kiutasítást is mindenképpen ki kell szabni. Az első két bűntett esetén súlyosbító körülménynek számít, ha fegyveresen, felfegyverkezve, illetve tömegzavargás résztvevőjeként követik el.
Az ezzel kapcsolatos büntetőeljárásokat a tömeges bevándorlás okozta válsághelyzet idején minden más ügyet megelőzően folytatnak le: beismerés esetén 15 napon belül, tetten érés esetén 8 napon belül bíróság elé állítják az elkövetőt.
Az embercsempészés büntetése szigorodik: akár húsz év is kiszabható lesz. Az embercsempészés szervezőit, irányítóit tíztől húsz évig terjedő szabadságvesztéssel lehet büntetni. Az embercsempésztől el kell kobozni a bűncselekmény elkövetésének ideje alatt szerzett vagyont.
A Szegedi Járásbíróság 2015. szeptemberi közleményében rámutat:

„Az Országgyűlés 2015. szeptember 15. napjától hatályosan három új, a határzárral kapcsolatos bűncselekményt vezetett be a Büntető Törvénykönyvbe:
- a határzár tiltott átlépését,
- a határzár megrongálását,
- a határzárral kapcsolatos építési munka akadályozását.

A határzár tiltott átlépését (Btk. 352/A. §) az követi el, aki az államhatárra telepített technikai határzáron keresztül Magyarország területére jogosulatlanul belép. Ez a bűncselekmény három évig terjedő szabadságvesztéssel büntetendő.

Súlyosabban minősül és egy évtől öt évig terjedő szabadságvesztéssel büntetendő, amennyiben az elkövető a határzár tiltott átlépését fegyveresen, felfegyverkezve vagy tömegzavargás résztvevőjeként valósítja meg.

Amennyiben a terhelt a bűncselekményt fegyveresen vagy felfegyverkezve, tömegzavargás résztvevőjeként követi el, úgy vele szemben a bíróság kettő évtől nyolc évig terjedő szabadságvesztést szabhat ki.

Halálos eredmény esetén a büntetés öt évtől tíz évig terjedő szabadságvesztés.
A határzár megrongálását (Btk. 352/B. §) az követi el, aki a határra telepített technikai határzárat megsemmisíti vagy megrongálja. A bíróság akkor állapíthatja meg ezen bűncselekményt, amennyiben az elkövető magatartása más, súlyosabb bűncselekményt nem valósít meg. A büntetési tétel egy évtől öt évig terjedő szabadságvesztés.

A büntetés kettő évtől nyolc évig terjedő szabadságvesztés, amennyiben a cselekményt fegyveresen, felfegyverkezve vagy tömegzavargás résztvevőjeként követik el.

A fegyveresen vagy felfegyverkezve, tömegzavargás résztvevőjeként történő elkövetést a bíróság öt évtől tíz évig terjedő szabadságvesztéssel sújthatja.

Amennyiben a bűncselekmény halált okoz, úgy a büntetés tíz évtől húsz évig terjedő szabadságvesztés.
A határzárral kapcsolatos építési munka akadályozását (Btk. 352/C. §) az valósítja meg, aki az államhatárra telepített technikai határzár építésével vagy karbantartásával kapcsolatos munkavégzést akadályozza. A bíróság ezen bűncselekményt akkor állapíthatja meg, amennyiben az elkövető magatartásával más bűncselekményt nem követett el. A büntetés egy évig terjedő szabadságvesztés lehet.

Az elkövetők a fenti határzárral kapcsolatos bűncselekményekkel együtt, azokkal egyidejűleg más egyéb bűncselekményeket is elkövethetnek (pl.: hivatalos személy elleni erőszak, testi sértés stb.).
A Büntetőeljárási törvény 2015. szeptember 15. napjától történő módosításával a hivatkozott határzárral kapcsolatos bűncselekmények esetén a járásbíróság hatáskörébe tartozó ügyekben a Szegedi Járásbíróság, míg a törvényszék hatáskörébe tartozó ügyekben a Szegedi Törvényszék kizárólagosan jár el.

Ezeket a büntetőeljárásokat a tömeges bevándorlás okozta válsághelyzet idején minden más ügyet megelőzően kell lefolytatni.

Az első fokon eljáró Szegedi Járásbíróság bírái az ügyeket egyes bíróként, a másodfokon eljáró Szegedi Törvényszék három hivatásos bíróból álló tanácsban fogja tárgyalni.

Az első és másodfokú eljárásokban védő, ügyész és tolmács részvétele kötelező.

Jelenlegi ismereteink szerint a határzárral kapcsolatos büntető ügyekben a vádhatóság gyorsított eljárásokat fog kezdeményezni (bíróság elé állítás). Ezen eljárásban, amennyiben az elkövető a bűncselekményt beismerte, az ügyész őt a gyanúsítottként történő kihallgatásától számított 15 napon belül, míg tetten érés esetén 8 napon belül állítja a bíróság elé.

A határzárral kapcsolatos bűncselekmények miatt indult büntetőügyekben a kiskorúak érdekeinek fokozott figyelembe vétele miatt a felnőtt korú elkövetőkkel szemben kényszerintézkedésként elsősorban házi őrizetet kell elrendelni, amelynek helye az érintettek állami elhelyezésére és ellátására szolgáló létesítmény.”

## A menedékkérelmek elbírálása
A menedékkérelmeket a határon létrehozott ügyintézési pontokon adhatják be a migránsok. A várhatóan sok kérelem megfelelő kezeléséért bevezettek egy speciálisan lefolytatható eljárást, melynek során a menekültügyi hatóságnak soron kívül, de legkésőbb nyolc napon belül döntenie kell a kérelem elfogadhatóságáról. A menekültügyi eljárásban a bíróság nem változtathatja meg a szakhatóság döntését, de hatályon kívül helyezi a jogszabálysértő közigazgatási határozatot, és új eljárást írhat elő.

## Tömeges bevándorlás okozta válsághelyzet
Tömeges bevándorlás okozta válsághelyzetnek minősül, ha a Magyarországra érkező menedékkérők száma meghalad egy bizonyos értéket. A tömeges bevándorlás okozta válsághelyzetet az országos rendőrfőkapitány és a menekültügyi hatóság vezetője kezdeményezésére, a miniszter javaslatára a kormány rendeletben rendelheti el. Az egészségügyi államigazgatási szerv haladéktalanul megvizsgálja, hogy a járványügyi intézkedések elrendelésének jogszabályban meghatározott feltételei fennállnak-e.
A válsághelyzet kezeléséhez – kártalanítás ellenében – ideiglenesen használni lehet az állami vagy önkormányzati tulajdonban illetve használatban lévő ingó és ingatlanvagyont. Válsághelyzetben építési tilalom alá eső területen is lehet nemzetbiztonsági célú építményt létesíteni. A válsághelyzet kezelésébe bevont 3,5 tonnánál nagyobb útdíjköteles járművek feladatuk ellátása során mentesüljenek a díjfizetés alól.

## Kötelezettségszegési eljárás
Az Európai Bizottság 2015. december 10-én hivatalos levélben jelezte, hogy – négy másik tagországgal együtt – Magyarországgal szemben kötelezettségszegési eljárást indított a menekültügyi jogszabályok ügyében. A testület szerint a magyar törvények egyes pontjai nincsenek összhangban az uniós joggal, mert menedékjogi eljárásban nem lehet fellebbezés keretében újabb tényekre és jogi szempontokra hivatkozni, fellebbezés esetén nem függesztik fel automatikusan az adott ügyben hozott határozatokat, nem tartják tiszteletben a fordításhoz és tolmácsoláshoz való jogot, valamint elutasító határozatok bírósági felülvizsgálata során nem kötelező a kérelmezők meghallgatása.
Lázár János, Miniszterelnökséget vezető miniszter Magyarországgal szembeni bosszúnak minősítette az eljárást és hozzátette: a német hatóságok 300 ezer menedékkérőnek három éve nem bírálták el a kérelmét, 800 ezer menedékkérő ügyéhez pedig még hozzá sem kezdtek. Trócsányi László igazságügyi miniszter szerint az EB észrevételei nem érdemi hibát jelentenek, csupán néhány „technikai”, jogalkalmazási kérdést kifogásolnak.